# Ben Moody
Ben Robert Moody (født 22. januar 1981 i Little Rock, Arkansas) er en amerikansk guitarist. Han var med til at danne Evanescence sammen med Amy Lee, med hvem han lang tid før bandet havde en romance med. Men grundet interne komplikationer løsrev Moody sig fra Evanescence, og gik solo. Han har bl.a. lavet duet sammen med Anastacia i sangen Everything Burns. 